# ماجرای اتوبوس ارمنستان
ماجرای اتوبوسِ ارمنستان یکی از رویدادهای مطرح در قتل‌های زنجیره‌ای ایران است. این عملیاتِ ناموفق که در ۱۶ مردادِ ۱۳۷۵ رخ داد، دستگاه اطلاعاتی جمهوری اسلامی ایران در دوره هاشمی رفسنجانی قصد داشته تعداد زیادی از چهره‌های فرهنگی کشور را یک‌جا به قتل برساند. محمّد رسول‌اف فیلمی به نامِ دستنوشته‌ها نمی‌سوزند دربارهٔ این ماجرا ساخت.
راننده اتوبوس در دو تلاش نافرجام و پی در پی کوشید اتوبوس را در گردنه حیران به دره بیندازد. هر دو بار خود از پشت فرمان به بیرون از اتوبوس پریده بود، تصادف یا بخت بلند سرنشینان و هوشیاری و سرعت عمل مسعود توفان و شهریار مندنی پور، آنان را زنده نگه داشت.

## آغازِ سفر
انگیزه سفر دعوت فردی ارمنی-ایرانی از اعضای کانون نویسندگان ایران جهت تبادل فرهنگی و برگزاری جلسات شعر و سخنرانی و گفت وگوی مطبوعاتی به مدت سه شب بود. اتحادیه نویسندگان ارمنستان به‌طور رسمی از میهمانان دعوت کرده بود و درستی این دعوتنامه توسط سفارت ارمنستان به تأیید هوشنگ گلشیری و منصور کوشان رسید. از آن جا که پرواز تهران-ایروان در آن زمان فقط هفته‌ای یک بار برقرار بود و امکان اقامت یک هفته‌ای نیز وجود نداشت، انجام مسافرت با اتوبوس مطرح شد. غفّار حسینی همان زمان به ماجرا مشکوک شد و به صراحت گفت «همه‌تان را می‌فرستند ته دره!» و نیز در آخرین لحظات اتوبوس و ترمینال مسافربری عوض شده بود، اما موضوع جدی گرفته نشد.

## مسافران
از فهرست اولیه احمد شاملو، هوشنگ گلشیری و رضا براهنی از رفتن به سفر انصراف دادند و در نهایت ۲۱ نفر راهی شدند: محمدعلی سپانلو، علی باباچاهی، جواد مجابی، مسعود بهنود، سیروس علی‌نژاد، امیرحسن چهلتن، بیژن بیجاری، بیژن نجدی، محمد محمدعلی، شهریار مندنی‌پور، شاپور جورکش، مسعود توفان، حسن اصغری، منوچهر کریم‌زاده، کامران جلیلی، محمود طیاری، فرج سرکوهی، فرشته ساری، مجید دانش‌آراسته، علی صدیقی و منصور کوشان.
افراد دیگری نیز قرار بوده که در این سفر حضور داشته باشند که به روش‌های مختلفی منصرف شدند. به دکتر قندی استاد دانشگاه توصیه شده بود که سفر با کسانی که پرونده سیاسی دارند برای ارتقاء موقعیت دانشگاهی‌اش مناسب نیست. شاهرخ تویسرکانی، سردبیر مجله دنیای سخن چند دقیقه قبل از سفر به صورت ناگهانی اعلام کرده‌است که همسرش تصادف کرده و باید به بیمارستان برود و به همراه محمد بهارلو رفتند. منصور کوشان که این سفر را مدیریت می‌کرد چند روزنامه‌نگار مانند مسعود بهنود را نیز برای سفر ارمنستان دعوت کرده بود. فرج سرکوهی در مورد تلاش‌های وزارت اطلاعات برای جلوگیری از مسافرت بهنود می‌نویسد:
«پیش از آن آقای مسعود بهنود زنگ زد و گفت که در اداره گذرنامه به او گفته‌اند که ممنوع‌الخروج است و او نباید به سفر برود. اعتراض کرده بود و گفته بود که تازه از سفر خارج آمده‌است و ممنوع‌الخروج نیست. ادارهٔ گذرنامه در اختیار وزارت اطلاعات بود. آقای بهنود به من گفت که با آقای مهاجرانی، مشاور رئیس‌جمهور که با او در ارتباط بود تماس گرفته‌است و او گفته‌است مانعی نیست و کار گذرنامه را درست می‌کند. تمام راه آقای مسعود بهنود در انتظار راننده‌اش بود تا پاسپورت او را بیاورد.»
محمد محمدعلی نیز در خاطراتش به صورت مشابه از عدم اجازه دولت جمهوری اسلامی ایران به حضور مسعود بهنود در این سفر اشاره می‌کند.

## ماجرا
۲۱ چهرهٔ فرهنگی سوار بر اتوبوسی به رانندگی خسرو براتی راهی ارمنستان می‌شوند. به گفته منصور کوشان، در گردنه حیران، نزدیک صبح مسافران ناگهان متوجه می‌شوند که اتوبوس بر سر یکی از پیچ‌ها توقف کرده و راننده نیست. او را کمی دورتر می‌بینند که ایستاده‌است و می‌گوید خوابم برد، ترسیدم و پیاده شدم. در این هنگام نویسندگان به یاد جمله غفّار حسینی می‌افتند اما با وجود وحشت زیاد تصمیم می‌گیرند دو نفر در نزدیکی راننده مستقر شده و او را زیر نظر بگیرند و سفر ادامه یابد. پس از حدود ۴ متر حرکت، راننده پس از پرگاز کردن اتوبوس پایین می‌پرد. مسعود توفان فرمان را در دست می‌گیرد و شهریار مندنی‌پور ترمز دستی را می‌کشد. اتوبوس متوقف و مسافران پیاده می‌شوند.
مسعود توفان نیز به شرح ماجرا از دیدگاه خود پرداخته که در روزنامه آفتاب امروز ۲۰ آبان ۱۳۷۸ چاپ شد. توفان می‌نویسد که در همان بار اول کنار راننده نشسته بوده و پس از پیاده شدن او فرمان را چرخانده و اتوبوس لب دره متوقف شده‌است. در این زمان راننده به اتوبوس بازمی‌گردد و ادعا می‌کند که پیاده شده تا زیر اتوبوس سنگ بگذارد، اما بلافاصله پس از راه افتادن اتوبوس دوباره همان عمل را تکرار می‌کند. او می‌گوید بلافاصله پشت فرمان پریدم و آن را چرخاندم. از ترس آنکه پدال گاز زیر پایم باشد جرئت فشار دادن آن را نداشتم و بالاخره اتوبوس که یک چرخش به دره افتاده بود ایستاد و در این‌جا بود که شهریار برای اطمینان از عدم حرکت اتوبوس ترمز دستی را کشید.
به گفته مسعود بهنود، ایستگاهِ پلیسِ نزدیکِ محلِّ حادثه در جریان قرار گرفت و مسافران به آنجا منتقل شدند. در این زمان مصطفی کاظمی واردِ ماجرا شد و همهٔ مسافران را به زندانِ آستارا منتقل کرد. در آنجا نویسندگان، پس از تهدید و اجبار به تعهّدِ سکوت، آزاد گردیدند.

## پس از ماجرا
داستان تا مدت‌ها مسکوت ماند و از آنجا که افرادِ درگیر در ایران زندگی می‌کردند، کسی جرئت بازگوییش را نداشت. مسعود بهنود می‌گوید که در همان ابتدا پیشنهاد نوشتن نامه‌ای به هاشمی رفسنجانی، رئیس‌جمهور وقت، را داده‌است ولی فرج سرکوهی شدیداً با وی مخالفت کرده و او را از عواقب این اقدام بر حذر داشته‌است. این نامه هرگز نوشته نشد. با این حال بهنود ماجرا را در همان زمان به صورت خصوصی برای عده‌ای تعریف کرد و در نواری کل ماجرا را شرح داد و آن را به صورت دربسته در اختیار سازمان عفو بین‌الملل قرار داد.
این ماجرا پس از افشای قتل‌های زنجیره‌ای ایران به صورتِ علنی مطرح شد و منصور کوشان آن را در کتابِ حدیث تشنه و آب منتشر کرد.
بعدها در سال ۱۳۹۰، محمد محمدعلی در مستند زندگی و شعر علی باباچاهی (با عنوان «این قیافهٔ مشکوک») شرح مبسوطی از این واقعه ارائه کرد.
در نمایشنامهٔ مجلس شبیه؛ در ذکر مصایب استاد نوید ماکان و همسرش مهندس رخشید فرزین اشاراتی به این ماجرا هست.

## متّهمان
دو تن از چهار متّهمِ اصلیِ دادگاهِ قتل‌های زنجیره‌ای به‌طورِ مستقیم در این قضیه دخالت داشتند: خسرو براتی رانندهٔ اتوبوس و مأمورِ انجام این برنامه بود و مصطفی کاظمی کسی بود که مسافران را بازجویی کرد.